# Чубівка (станція)
Чубівка — проміжна залізнична станція Одеської залізниці. Розташована на ділянці Подільськ-Одеса. Знаходиться між станціями Подільськ (12 км) та Мардарівка (18 км).
Станцію було відкрито 1865 року при прокладанні залізниці Одеса-Балта. Електрифіковано станцію у складі лінії Котовськ-Мигаєве 1990 року.